# كايل لوف
كايل لوف (بالإنجليزية: Kyle Love)‏ هو لاعب كرة قدم أمريكية أمريكي، ولد في 18 نوفمبر 1986 في كوريا الجنوبية.

## وصلات خارجية
- كايل لوف على موقع مرجع كرة القدم المحترفة.كوم (الإنجليزية)